# Dominic West
Dominic Gerard Francis Eagleton West (Sheffield, 15 ottobre 1969) è un attore britannico.

## Biografia
Figlio di Moya e George West che divorziarono nel 1996. Dopo aver frequentato il Trinity College, Eton College e la Guildhall School of Music and Drama, debutta nel 1991 nel cortometraggio 3 Joes. Dopo varie interpretazioni in pellicole tratte da commedie di William Shakespeare, sbarca a Hollywood, dove recita al fianco di Sandra Bullock in 28 giorni seguito da Rock Star dove interpreta un chitarrista heavy metal. Successivamente interpreta Chicago di Rob Marshall, Mona Lisa Smile con Julia Roberts e The Forgotten con Julianne Moore.
Ha preso parte alla serie televisiva The Wire, dove interpreta il detective Jimmy McNulty per tutte e 5 le stagioni della serie. Nel 2007 interpreta l'Ispettore Popil nel film Hannibal Lecter - Le origini del male e Theron in 300 tratto dal fumetto di Frank Miller. Nel 2008 ha prestato il volto al supercriminale Mosaico (in originale Jigsaw, erroneamente tradotto in "Puzzle") nel film Punisher - Zona di guerra, basato sull'omonimo antieroe della Marvel. Nel 2011 interpreta lo spietato criminale Simon Ambrose nel film Johnny English - La rinascita, diretto da Oliver Parker. Nel 2018 interpreta Henry Gauthier-Villars nel film Colette. Nello stesso anno ha ottenuto il ruolo di Lord Richard Croft, il padre della protagonista, nel film reboot Tomb Raider (diretto da Roar Uthaug), basato sull'omonimo videogioco del 2013.

## Vita privata
Dalla sua relazione con l'aristocratica Polly Astor, ha avuto una figlia, Martha (1998). Dal 2010 è sposato con la produttrice televisiva Catherine Fitzgerald (con cui ha una relazione iniziata quasi 10 anni prima), dalla quale ha avuto quattro figli: Dora (2006), Senan (2008), Francis (2009) e Christabel (2015).

## Filmografia

### Attore

#### Cinema
- Riccardo III (Richard III), regia di Richard Loncraine (1995)
- Surviving Picasso, regia di James Ivory (1996)
- True Blue - Sfida sul Tamigi (True Blue), regia di Ferdinand Fairfax (1996)
- The Gambler, regia di Károly Makk (1997)
- Diana & Me, regia di David Parker (1997)
- Spice Girls - Il film (Spice World), regia di Bob Spiers (1997)
- Sogno di una notte di mezza estate (A Midsummer Night's Dream), regia di Michael Hoffman (1999)
- Star Wars: Episodio I - La minaccia fantasma (Star Wars Episode I: The Phantom Menace), regia di George Lucas (1999)
- 28 giorni (28 Days), regia di Betty Thomas (2000)
- Rock Star, regia di Stephen Herek (2001)
- Chicago, regia di Rob Marshall (2002)
- Mona Lisa Smile, regia di Mike Newell (2003)
- The Forgotten, regia di Joseph Ruben (2004)
- Hannibal Lecter - Le origini del male (Hannibal Rising), regia di Peter Webber (2007)
- 300, regia di Zack Snyder (2007)
- Punisher - Zona di guerra (The Punisher: War Zone), regia di Lexi Alexander (2008)
- Il segreto di Green Knowe (From Time to Time), regia di Julian Fellowes (2009)
- Words of the Blitz, regia di Paul Copeland (2010)
- Centurion, regia di Neil Marshall (2010)
- Jackboots on Whitehall, regia di Edward McHenry e Rory McHenry (2010)
- Johnny English - La rinascita (Johnny English Reborn), regia di Oliver Parker (2011)
- 1921 - Il mistero di Rookford (The Awakening), regia di Nick Murphy (2011)
- John Carter, regia di Andrew Stanton (2012)
- Pride, regia di Matthew Warchus (2014)
- Testament of Youth, regia di James Kent (2014)
- Genius, regia di Michael Grandage (2016)
- Money Monster - L'altra faccia del denaro (Money Monster), regia di Jodie Foster (2016)
- The Square, regia di Ruben Östlund (2017)
- Colette, regia di Wash Westmoreland (2018)
- Tomb Raider, regia di Roar Uthaug (2018)
- Downton Abbey II - Una nuova era (Downton Abbey II: A New Era), regia di Simon Curtis (2022)

#### Televisione
- The Wire – serie TV, 60 episodi (2002-2008)
- The Devil's Whore, regia di Marc Munden – miniserie TV (2008)
- Appropriate Adult, regia di Julian Jarrold – miniserie TV (2011)
- The Hour – serie TV, 12 episodi (2011-2012)
- Burton & Taylor, regia di Richard Laxton – film TV (2014)
- The Affair - Una relazione pericolosa (The Affair) – serie TV, 52 episodi (2014-2019)
- I miserabili (Les Misérables), regia di Tom Shankland – miniserie TV (2018-2019)
- Brassic – serie TV (2019-in corso)
- Stateless, regia di Emma Freeman e Jocelyn Moorhouse – miniserie TV (2020)
- The Pursuit of Love - Rincorrendo l'amore (The Pursuit of Love), regia di Emily Mortimer – miniserie TV (2021)
- The Crown – serie TV, 19 episodi (2022-2023)
- SAS: Rogue Heroes – serie TV, 6 episodi (2022-2025)
- The Agency – serie TV, 4 episodi (2024)

### Doppiatore
- Il figlio di Babbo Natale (Arthur Christmas), regia di Sarah Smith (2011)
- Alla ricerca di Dory (Finding Dory), regia di Andrew Stanton e Angus MacLane (2016)
- Alla ricerca di Dory - Interviste al parco oceanografico (Finding Dory: Marine Life Interviews), regia di Ross Stevenson - cortrometraggio (2016)

## Teatro (parziale)
- Tamerlano il Grande di Christopher Marlowe, regia di Terry Hands. Barbican Centre di Londra (1993)
- The Silver Tassie di Seán O'Casey, regia di Lynne Parker. Almeida Theatre di Londra (1994)
- Settimo cielo di Caryl Churchill, regia di Tom Cairns. Old Vic di Londra (1997)
- Waste di Harley Granville-Barker, regia di Peter Hall. Old Vic di Londra (1997)
- Il gabbiano di Anton Čechov, regia di Peter Hall. Old Vic di Londra (1997)
- Partita a quattro di Noel Coward, regia di Joe Mantello. American Airlines Theatre di Broadway (2001)
- Come vi piace di William Shakespeare, regia di David Lan. Wyndham's Theatre di Londra (2005)
- Rock 'n' Roll di Tom Stoppard, regia di Trevor Nunn. Royal Court Theatre e Duke of York's Theatre di Londra (2006)
- La vita è sogno di Pedro Calderón de la Barca, regia di Jonathan Munby. Donmar Warehouse di Londra (2009)
- Butley di Simon Gray, regia di Lindsay Posner. Duchess Theatre di Londra (2011)
- Otello di William Shakespeare, regia di Daniel Evans. Crucible Theatre di Sheffield (2011)
- The River di Jez Butterworth, regia di Ian Rickson. Royal Court Theatre di Londra (2012)
- My Fair Lady libretto di Alan Jay Lerner, colonna sonora di Frederick Loewe, regia di Daniel Evans. Crucible Theatre di Sheffield (2011)
- Les Liaisons Dangereuses di Christopher Hampton, regia di Josie Rourke. Donmar Warehouse di Londra (2015)
- Uno sguardo dal ponte di Arthur Miller, regia di Lindsay Posner. Ustinov Studio di Bath (2024), Haymarket Theatre di Londra (2025)

## Riconoscimenti
- Golden Globe
  - 2012 - Candidatura per il miglior attore in una mini-serie o film per la televisione per The Hour
  - 2015 - Candidatura per il miglior attore in una serie drammatica per The Affair - Una relazione pericolosa
  - 2024 - Candidatura per il miglior attore in una serie drammatica per The Crown
- British Academy Television Awards
  - 2012 - Miglior attore per Appropriate Adult
  - 2014 - Candidatura per il miglior attore per Burton & Taylor
- Satellite Award
  - 2014 - Candidatura per il miglior attore in una miniserie o film per la televisione per Burton & Taylor
  - 2015 - Miglior attore in una serie drammatica per The Affair - Una relazione pericolosa
  - 2016 - Miglior attore in una serie drammatica per The Affair - Una relazione pericolosa
- Screen Actors Guild Award
  - 2003 - Miglior cast cinematografico per Chicago
  - 2023 - Candidatura per il miglior cast in una serie drammatica per The Crown

## Doppiatori italiani
Nelle versioni in italiano delle opere in cui ha recitato, Dominic West è stato doppiato da:
- Fabio Boccanera in Diana & Me, The Forgotten, Sogno di una notte di mezza estate, Pride
- Simone Mori in Money Monster - L'altra faccia del denaro, Genius, Tomb Raider
- Francesco Prando in The Wire, The Square, I miserabili
- Angelo Maggi in 1921 - Il mistero di Rookford, Downton Abbey II - Una nuova era
- Luca Ward in Rock Star, Hannibal Lecter - Le origini del male
- Fabrizio Pucci in Centurion, John Carter
- Alberto Bognanni in The Affair - Una relazione pericolosa, The Pursuit of Love - Rincorrendo l'amore
- Simone D'Andrea in Colette, The Agency
- Massimo Rossi in Mona Lisa Smile
- Roberto Draghetti in Star Wars Episodio I - La minaccia fantasma
- Roberto Pedicini in Johnny English - La rinascita
- Vittorio Guerrieri in Punisher - Zona di guerra
- Alessio Cigliano in Testament of Youth
- Enrico Di Troia in 28 giorni
- Stefano Benassi in Chicago
- Diego Ribon in 300
- Andrea Beltramo in The Crown[5]

Da doppiatore è sostituito da:
- Pasquale Anselmo in Alla ricerca di Dory
- Franco Mannella in Il figlio di Babbo Natale